# Moreira do Rei
Moreira do Rei ist ein Ort und eine ehemalige Gemeinde (Freguesia) im Norden Portugals.

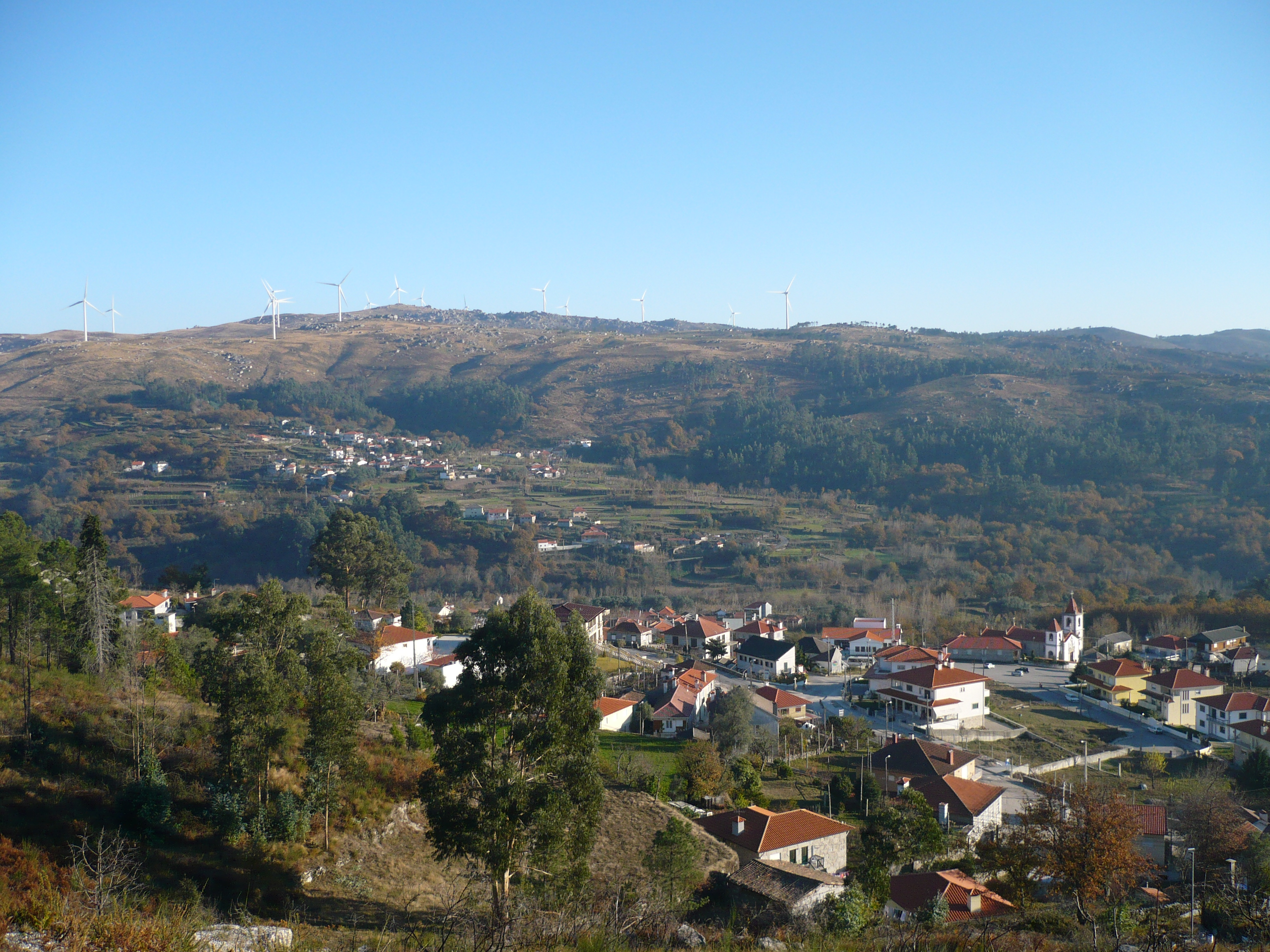
Blick über die Gemeinde Moreira do Rei

Moreira do Rei gehört zum Kreis Fafe im Distrikt Braga. Die Gemeinde hatte eine Fläche von 17,3 km² und 1678 Einwohner (Stand 30. Juni 2011).
Am 29. September 2013 wurden die Gemeinden Moreira do Rei und Várzea Cova zur neuen Gemeinde União das Freguesias de Moreira do Rei e Várzea Cova zusammengeschlossen. Moreira do Rei ist Sitz dieser neu gebildeten Gemeinde.